# Marjorie Magri
Marjorie Magri (Caracas,2 de mayo de 1986) es una actriz y modelo venezolana licenciada en periodismo.

## Filmografía

### Televisión
| Año       | Título                | Papel                     | Notas                 |
| --------- | --------------------- | ------------------------- | --------------------- |
| 2005-2006 | Con toda el alma      | Karín                     | Debut televisivo      |
| 2007-2008 | Aunque mal paguen     | Tamara                    |                       |
| 2008-2009 | ¿Vieja yo?            | Elizabeth Ramírez Batalla |                       |
| 2009-2010 | Un esposo para Estela | Clara Morales             |                       |
| 2011      | La viuda joven        | Karelis Abraham           |                       |
| 2013      | Las Bandidas          | Amparo Montoya            |                       |
| 2014      | La virgen de la calle | Desireé Rojas             | Antagonista principal |
| 2016      | Piel salvaje          | Astrid Salamanqués        | Antagonista principal |